# Madden NFL 15
Madden NFL 15 est un jeu de simulation de sport (football américain) qui détient les licences officielles sur la National Football League et sorti le 26 août 2014 sur la PlayStation 3, la PlayStation 4, la Xbox 360 et la Xbox One. Le jeu a été développé et édité par Electronic Arts et fait partie de la série de jeu Madden NFL.

## Accueil
- Destructoid : 6/10[1]
- GameSpot : 7/10[2]
- GamesRadar+ : 4/5[3]
- IGN : 8,7/10[4]
- Jeuxvideo.com : 16/20[5]
- Joystiq : 4/5[6]
- Polygon : 9/10[7]